# Liriope
Liriope é um género botânico pertencente à família Ruscaceae.